# Vernonia violacea
Vernonia violacea là một loài thực vật có hoa trong họ Cúc. Loài này được Oliv. & Hiern ex Oliv. miêu tả khoa học đầu tiên năm 1873.